# Polizeiruf 110
Polizeiruf 110 (em português:  Polícia, disque 110) é um seriado de televisão policial alemão. O primeiro episódio foi transmitido em 27 de junho de 1971 na extinta República Democrática Alemã pela emissora estatal Fernsehen der DDR (DDR-FS). Após a dissolução da DDR-FS como consequência da reunificação alemã, o seriado passou a ser transmitido pela ARD, rede das emissoras públicas da República Federal da Alemanha. Polizeiruf 110 foi originalmente criado como uma versão de Tatort, seriado policial exibido na Alemanha Ocidental, e logo se tornou um dos programas favoritos dos alemães orientais.
Em contraste aos demais seriados policiais, nos quais os assassinatos são o foco principal, Polizeiruf trata de outros crimes, como violência doméstica, extorsão, fraude, roubo, delinquência juvenil, pedofilia e estupro. Ao contrário de Tatort, que se concentra nos personagens principais e suas vidas privadas, o procedimento policial é o centro das atenções do seriado, especialmente nos primeiros episódios. Os roteiristas atribuem particular importância à representação do criminoso e seu estado de espírito, assim como o contexto no qual o crime ocorreu.
Um episódio de 1974 baseado no caso do serial killer Erwin Hagedorn foi proibido pelo Politburo do Partido Socialista Unificado da Alemanha, que temia um debate público sobre a pena de morte. Um roteiro e uma fita muda do episódio, até então considerados perdidos, foram redescobertos em 2011, e o som foi dublado por novos atores para que este pudesse finalmente ser transmitido.

## Elenco
- Peter Borgelt como Capitão (mais tarde detetive-chefe) Peter Fuchs (84 episódios, 1971–1991)
- Jürgen Frohriep como Tenente, (mais tarde alto comissário criminal) Jürgen Hübner (68 episódios, 1972–1994)
- Sigrid Göhler como Tenente Vera Arndt (49 episódios, 1971–2001)
- Wolfgang Winkler como Inspetor-chefe Herbert Schneider (42 episódios, 1979–2007)
- Andreas Schmidt-Schaller como Tenente (mais tarde alto comissário criminal) Thomas Grawe (40 episódios, 1973–2004)
- Jaecki Schwarz como Inspector-chefe Herbert Schmücke (38 episódios, 1987–2007)
- Lutz Riemann como Tenente (mais tarde alto comissário criminal) Lutz Zimmermann (25 episódios, 1983–1991)
- Henry Hübchen como Tobias Törner (13 episódios, 1972-2005)[3]